# Liste des gangs de Sons of Anarchy
La série télévisée Sons of Anarchy se base sur de nombreux gangs fictifs largement inspirés de vrais gangs américains. Parmi ces gangs, on trouve des familles du crime organisé, des organisations terroristes, des gangs de suprématie blanche, des gangs de rue et bien sûr des gangs de motards.  

## Gangs de Motards

### Grim Bastards
Le Grim Bastards Motorcycle Club (GBMC) est un club de bikers noirs américains basé à Lodi, Californie. Leur emblème est un crâne souriant et un poing levé, dans des couleurs noire et orange. Ils sont inspirés par un gang de bikers qui existe réellement, le 1DOWN MC, effectivement basé en Californie. La ressemblance entre le Président des Grim Bastards, Michael Beach, et le Président actuel des 1DOWN MC, Goldie DeWitt, est délibérée. Goldie Dewitt joue d'ailleurs le rôle d'un Sergent d'Armes des Bastards, tandis que plusieurs autres membres actuels des 1DOWN incarnent des membres des Bastards.
Le gang est un allié des Sons of Anarchy, et un ennemi des Mayans et des Calaveras.

### Devil's Tribe
Le Devil's Tribe Motorcycle Club (DTMC) est un gang de bikers installé à Indian Hills, au Nevada, mais dont les activités s'étendent jusqu'à Las Vegas. Leur emblème est une tête de diable enflammée et leur logo est écrit en vieil anglais. Ils sont dirigés par Jury (Président) et Needles (Vice-Président). 
Ils s'occupent principalement de prostitution et de la gestion de strip-club. Lorsque l'ATF a commencé à enquêter sur SAMCRO, ils ont temporairement stockés leurs armes dans l'un de leurs entrepôts. Ils finiront par être incorporés dans le Club et formeront un nouveau chapitre, les Sons of Anarchy d'Indian Hills au Nevada, pour mettre un terme au racket organisé par les Mayans du fait de leur petit nombre (seulement 18 membres avant l'unification). 

### Mayans
Le Mayans Motorcycle Club est un club de motards "1 %" qui contrôle la Californie du sud et le Nevada. Le président du chapitre d'Oakland est Marcus Alvarez et tous les membres du club sont d'origine hispanique, pour la plupart mexicaine. Ils contrôlent le marché de l'héroïne. Ils sont inspirés du vrai club hors-la-loi, les Mongols.
Ce gang a le droit à sa propre série : Mayans M.C..

### Calaveras
Le Calaveras Motorcycle Club est un gang de bikers hispaniques basé à Lodi, Californie, utilisé par les Mayans dans des opérations ponctuelles de soutien ou pour des expéditions punitives. Marcus Alvarez avait promis l'unification à Hector Salazar, l'ancien Président des Calaveras.
Les Calaveras ne sont pas très fiables : Les Sons arriveront à détourner très facilement une cargaison d'héroïne appartenant aux Mayans, et feront passer Salazar pour un incapable. Marcus Alvarez fera alors affaire avec un club allié des Sons, les Grim Bastards, pour assurer la sécurité de ses cargaisons de drogue. En réponse, Salazar ordonnera l'assassinat du Vice-Président des Bastards. Ceci débouchera sur un violent règlement de comptes : Le Président des Bastards assassinera le lieutenant de Salazar, tandis qu'un Marcus Alvarez dégoûté du comportement de ses troupes expulsera Salazar de son propre club.

## Syndicats du Crime

### Famille Cacuzza
La famille Cacuzza est une famille de la mafia italo-américaine, dirigée par Jimmy Cacuzza. Ils achètent des armes à SAMCRO et se montrèrent en une occasion très patients lorsque le bateau d'armes leur étant destiné n'arriva pas, en échange de quoi SAMCRO leur offrit le contenu d'un camion qu'ils volèrent. Ce sont des alliés fiables de SAMCRO.

### Triade Lin
Les Triads sont un syndicat de crime organisé americano-chinoise, basé à San Francisco. Ils sont dirigés par Henry Lin et opèrent dans la contrefaçon de bijoux ainsi que dans la contrefaçon de billets verts, pour lesquels ils ont récupéré des plaques des mains mêmes des SoA, à la suite d'un imbroglio.

### Mafia Russe
Ils font du trafic d'armes entre la Russie et la Californie.

## Gangs de rue

### Nordic's
Surnommés Les Nord's, ils se rangent dans la catégorie des suprémacistes blancs. Menés par Ernest Darby, ils se consacrent principalement au trafic et à la distribution d'amphétamines dans les comtés alentour de Charming, et tentent par tous les moyens de s'établir à Charming même et de se débarrasser des Sons.

### One Niners
Les One Niners, appelés aussi simplement Niners, sont un gang afro-américain basé à Oakland en Californie. Ils ont pour leader Leroy. Ils trafiquent principalement de l'héroïne et achètent parfois des armes aux Sons of Anarchy. Leur alliance avec SAMCRO n'est pas claire, bien que Leroy participa avec eux à l'élimination de membres des Mayans.
Les One Niners font aussi partie intégrante du scénario de The Shield, dont Kurt Sutter était producteur.

### Ligue des nationalistes américains
La Ligue des Nationalistes Américains est un gang de suprémacistes blancs dirigé par Ethan Zobelle et son lieutenant A.J. Weston. Ils sont alliés à la Fraternité Aryenne.

### Les Byz Lats
Les Byz Lats est un gang de rue hispanique fan de lowriders anciennement dirigé par Nero Padilla, il contrôle un petit quartier de Stocktown, ils sont spécialisés dans la prostitution bien que maquillés par l'entreprise d'escorte. Dès leur apparition, ils deviennent très vite des alliés de SAMCRO. Nero sera aux côtés de Jax jusqu'au dernier épisode de la série.
Ils font aussi partie de la série The Shield produite par le réalisateur de SOA.

## Gangs de prison

### Fraternité Aryenne
La Fraternité Aryenne est un gang de prison rassemblant des suprémacistes blancs. Ils sont en guerre contre la Famille Noire, mais aussi contre SAMCRO. Ils n'hésiteront pas à s'attaquer à "Big" Otto Delaney à la prison de Stockton. 

### Famille Noire
La Famille Noire est un gang de prison rassemblant des prisonniers afro-américains, allié des One-Niners et ennemi de la Fraternité Aryenne. Les Sons emprisonnés dans la saison 2 bénéficieront de la protection de la Famille Noire contre les aryens.

## Autres groupes

### IRA
Pour les articles homonymes, voir IRA.
La True Irish Republican Army ou IRA véritable est une organisation terroriste. Elle fournit des armes provenant de Russie aux Sons of Anarchy.

### Milice
La Milice est une organisation terroriste Américaine menée par Nate Meineke et son fils Russell. Après une vente d'armes qui aura mal tourné, les Sons devront se protéger des fuites éventuelles venant de la Milice et finiront par tuer ses membres.